# Pseudopanthera interligata
Pseudopanthera interligata là một loài bướm đêm trong họ Geometridae.